# ガリー・ティール
ガリー・ステュアート・ティール（Gary Stewart Teale, 1978年7月21日 - ）は、スコットランド・グラスゴー出身のサッカー選手、サッカー指導者。ポジションはFW。

## 経歴
2014-15シーズン途中からセント・ミレンFCのプレイングマネージャーを務めた。

## 所属クラブ
- クライドバンクFC 1996-1998
- エア・ユナイテッドFC 1998-2001
- ウィガン・アスレティックFC 2001-2007
- ダービー・カウンティFC 2007-2010

→  プリマス・アーガイルFC　2008 (loan)
→  バーンズリーFC 2008 (loan)
- シェフィールド・ウェンズデイFC 2010-2011
- セント・ミレンFC 2011-2015

## 指導歴
- セント・ミレンFC 2014-2015（選手兼任監督）

## タイトル

### クラブ
ウィガン
- フットボールリーグ・ディヴィジョン2 : 2002-03

セント・ミレン
- スコティッシュリーグカップ : 2012-13

### 代表
スコットランド
- キリンカップサッカー : 2006